# Блокування
Блокува́ння (англ. blocking, нім. blockierung, verriegelung, blockung) — фіксація робочих частин апаратів та механізмів у певному положенні, яке зберігається незалежно від того, усунено чи ні блокуючий вплив. Блокування підвищує безпеку обслуговування і надійність роботи обладнання, забезпечує необхідну послідовність вмикання механізмів та елементів пристроїв, а також обмеження переміщень механізмів в межах робочої зони.
За принципом дії блокування поділяють на механічне, електричне та електромагнітне. Електричне блокування здійснює розрив мережі контактами, що встановлені на дверях огороджувальних пристроїв, кришках і дверцятах кожухів. Механічне блокування використовують в електричних апаратах (рубильниках, автоматах). В апаратурі автоматики, обчислювальних машинах використовують блочні схеми: коли блок видаляється зі свого місця, штепсельний роз'єм розмикається.

## Застосування
Блокування широко застосовують в промисловості. Наприклад, механічне блокування кришок електроапаратури, автоматичних вимикачів, пускачів, контакторів та інш. пристроїв шахтної і нафтопромислової автоматики, що виготовляється у вибухозахищеному виконанні, забезпечує захист обслуговуючого персоналу при оглядах і ремонтах, запобігаючи відкриванню оболонки при наявності напруги в робочих камерах апарата. 
Розрізняють механічне важільне і замкове блокування. Важільне застосовується, наприклад, в комірках комплектної розподільчої установки (КРУ) і забороняє пересування візка в межах шафи при включеному вимикачі. Механічне замкове блокування застосовується, наприклад, у розподільчій установці (РУ) з однією і двома системами шин. При такому блокуванні приводи вимикача і роз’єднувачів закриваються замками, що мають один загальний ключ. Ключ знаходиться в замку включеного вимикача і може бути вийнятий тільки під час відключення останнього. Коли вимикач відключений, то вийнятим з його замку ключем можуть бути відкриті замки і відключені лінійні і шинні роз’єднувачі. Електромеханічне блокування відрізняється від замкового механічного блокування тим, що електромеханічні замки вимикачів мають електричний зв’язок з колами управління вимикачів і встановлюються не на приводі вимикача, а на щиті керування.
Електричне блокування застосовується  в тому випадку, якщо вимикачі і роз’єднувачі оснащені автоматичними приводами і всі операції виконуються за допомогою цих приводів. Принцип її дії полягає у тому, що напруга на кола управління роз’єднувачів подається допоміжними контактами відповідних вимикачів та(або) реле електричного кола. Це блокування, зокрема, широко використовують на транспорті для безпеки проходження потягів і підвищення пропускної спроможності шляхів, в хімічній, гірничій та ін. промисловостях для блокування роботи машин і механізмів при надмірній загазованості (наприклад, метаном), запиленості, перевищенні ГДК отруйних речовин у атмосфері, доступу в зону підвищеної радіації тощо. Блокування в електричних схемах забезпечують правильний порядок роботи схем, виключають помилкові та аварійні включення апаратів та підвищують надійність роботи.
Електромагнітне блокування передбачає встановлення блокувального замка, що замикає штифтом елемент, який блокується, і контакти у вигляді контактних гнізд, до яких подається напруга, коли операція з роз’єднувачами дозволяється. Контакти можуть бути вмонтовані в замок або використані контакти штепсельної розетки. Перед виконанням операції з роз’єднувачами ключ встановлюється в контактні гнізда. Намагнічування його осердя відбудеться тільки за наявності напруги на контактах, а це можливо лише за правильної послідовності операцій з комутаційними апаратами.
У гірництві — одній з найскладніших і найнебезпечніших галузей промисловості блокування застосовують на всіх видах шахтного та кар'єрного транспорту, на людському і скіповому підйомах шахт для забезпечення заданого циклу руху, в системах керування гірничими машинами з метою запобігання аваріям тощо.